# Fauerbach (Usa)
Der Fauerbach ist ein knapp zehn Kilometer langer, linker und nördlicher Zufluss der Usa im nordwestlichen Bereich des hessischen Wetteraukreises. Er ist ein im bewaldeten Oberlauf grobmaterialreicher, silikatischer Mittelgebirgsbach, der ansonsten begradigt ist. Sein Einzugsgebiet ist 17,168 km2 groß und sein Mittlerer Abfluss beträgt 79,5 l/s. Er gehört zu den Gewässern der III. Ordnung.

## Name
- 948 Fiurbach
- 1036 Fuerbach
- 1130 Fiurbach
- 1230 Furbach

Fauerbach soll laut dem Deutschen Gewässernamenbuch eine Zusammensetzung von althochdeutsch „fiur“ (Feuer) mit dem Grundwort „-bach“ sein. Möglicherweise, weil am Bach mit Feuer gerodet wurde.

## Geographie

### Quellbereich
Der nördliche Quellast

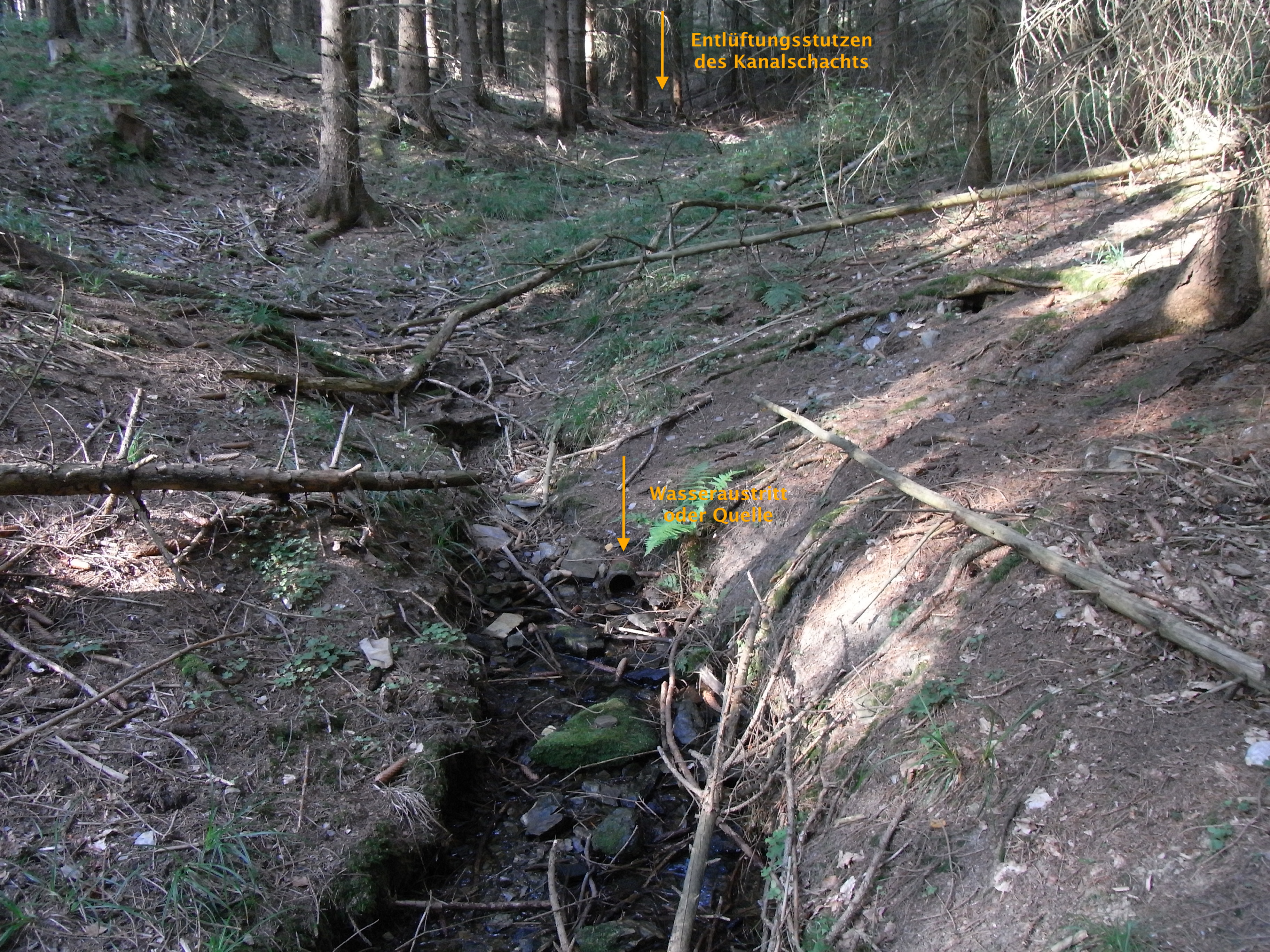
Die gefasste Quelle des Fauerbachs

Der Fauerbach entspringt im Naturpark Hochtaunus innerhalb der Gemarkung des Butzbacher Stadtteils Hoch-Weisel auf einer Höhe von 397 m ü. NHN einer gefassten Quelle östlich des 492,3 m ü. NHN hohen Hainbuchenkopfs. Seine Quelle liegt in den Bodenroder Kuppen des Östlichen Hintertaunus zwischen einem zum Butzbacher Wald gehörenden Laub- auf der rechten Seite und einem Mischwald auf der linken. Von der Quelle des Fauerbachs aus gesehen entspringt knapp einen Kilometer westnordwestlich der Rimbach, der über den Solmsbach in die Lahn entwässert und etwa einen Kilometer nordnordöstlich der westlichen Quelle der Issel.
Der noch junge Bach fließt zunächst in südlicher Richtung durch den Wald und wird nach etwa 400 Metern auf seiner rechten Seite von einem aus Westen kommenden zweiten Quellast gestärkt.
Der westliche Quellast

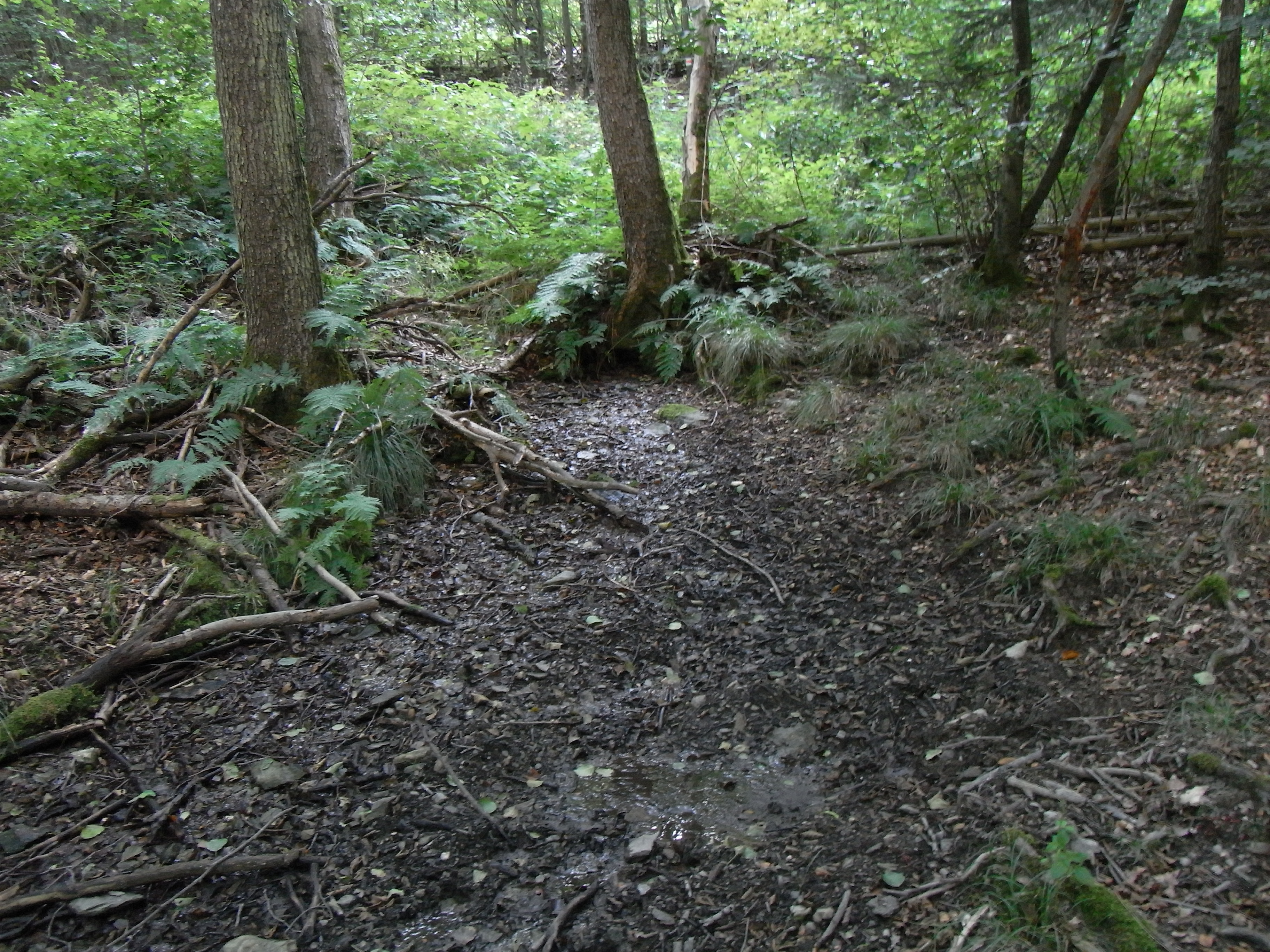
Die Quelle des westlichen Quellasts

Dieser westliche Quellast entspringt auf einer Höhe von fast 450 m ü. NHN in einem Laubwald nahe einem Waldweg einer Sickerquelle ⊙ etwa einen halben Kilometer ostnordöstlich des Hesselbergs, auf dem etwas südöstlich des ungefähr 518 m ü. NHN hohen Gipfels ein Sendemast der Funkstation Hesselberg steht, und ungefähr gleich weit entfernt von dem im West-Nordwesten stehenden 505,1 m ü. NHN hohen Gickel, über den die Wasserscheide zwischen Lahn und Main verläuft. Er fließt über einen halben Kilometer in Richtung Osten durch den Wald und vereinigt sich dann auf einer Höhe von knapp 380 m ü. NHN mit dem aus dem Norden kommenden Quellast ⊙.

### Verlauf

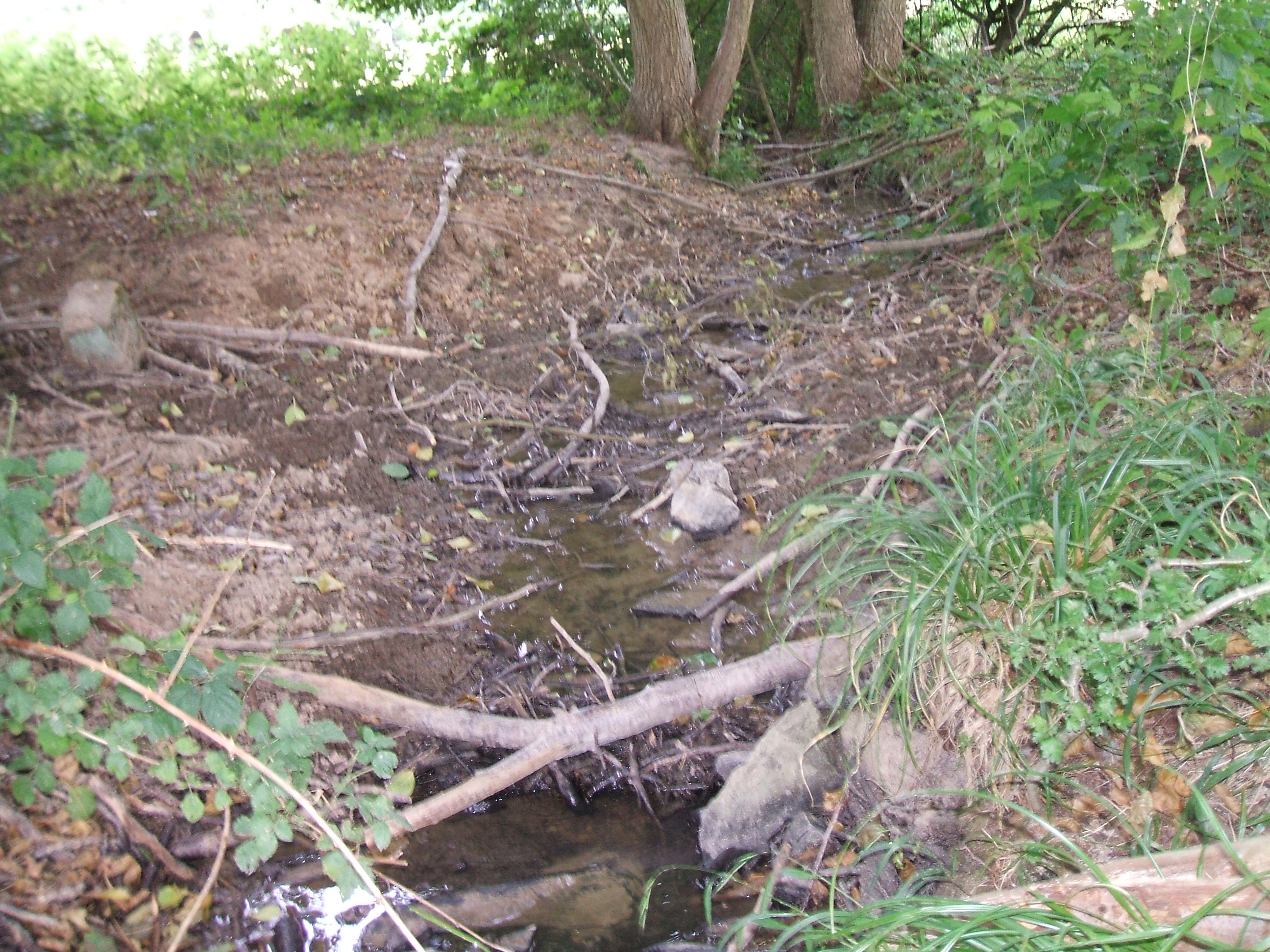
Die Wasser führende Issel (rechts) mündet in den von links, Westen, kommenden Fauerbach (trocken)

Der nun vereinigte Bach passiert die Gemarkungsgrenze von Hoch-Weisel nach dem Butzbacher Stadtteil Münster, zieht knapp einen Kilometer am westlichen Fuße des 414,1 m hohen Hügels Lammshard südsüdöstlich durch die Mischwaldflur Lamshart an drei Rheokrenen vorbei und biegt danach nordöstlich des 352 m ü. NHN hohen Sporns Nollkopf und etwa zweihundert Meter nördlich des Kreisjugendheims nach Osten ab. Das Heim wurde zu Beginn des 20. Jahrhunderts von Ernst und Lisa Sommerlad als Jagdhaus „Hubertus“ erbaut und mit Gaststube, Gästezimmern, Kegelbahn und einem Tanzsaal ausgestattet. 1949 kaufte der damalige Kreis Friedberg das Jagdhaus und nutzte es sodann als eines der ersten hessischen Jugendgästehäuser. Gut hundert Meter südlich des Heims liegt die Quelle des Forbachs.
Der Bach läuft nun gut einen Kilometer in östlicher Richtung in einem schmalen Grünstreifen, der rechts und links von Mischwald begleitet wird, durch die Flur Im Metzenhain. Er verlässt den Wald und wird bei der Flur Seewiese von links von der aus dem Nordwesten heranziehenden Issel gespeist (bei Fluss-Kilometer 7,3).
Der Fauerbach durchfließt nun zunächst Feuchtwiesen in der Flur Im Lochsee und etwas später den schon in den 1930er Jahren verlandeten ehemaligen „Pistorius'schen Teich“, der bereits im 16. Jh. existierte und als Mühlenteich diente. Der einstige Teich, von dem sich noch der Damm und die Einfriedung mit einer Weißdornhecke erhalten hat, ist heute ein mit Binsen bewachsenes Feuchtgrünland. Vor dem Damm fließt ein von Südwesten kommender Bach, der einer sumpfigen Stelle im Grünland der Gemarkung Simm nahe der Landesstraße 3353 entspringt. Er mündet von rechts in den Fauerbach.

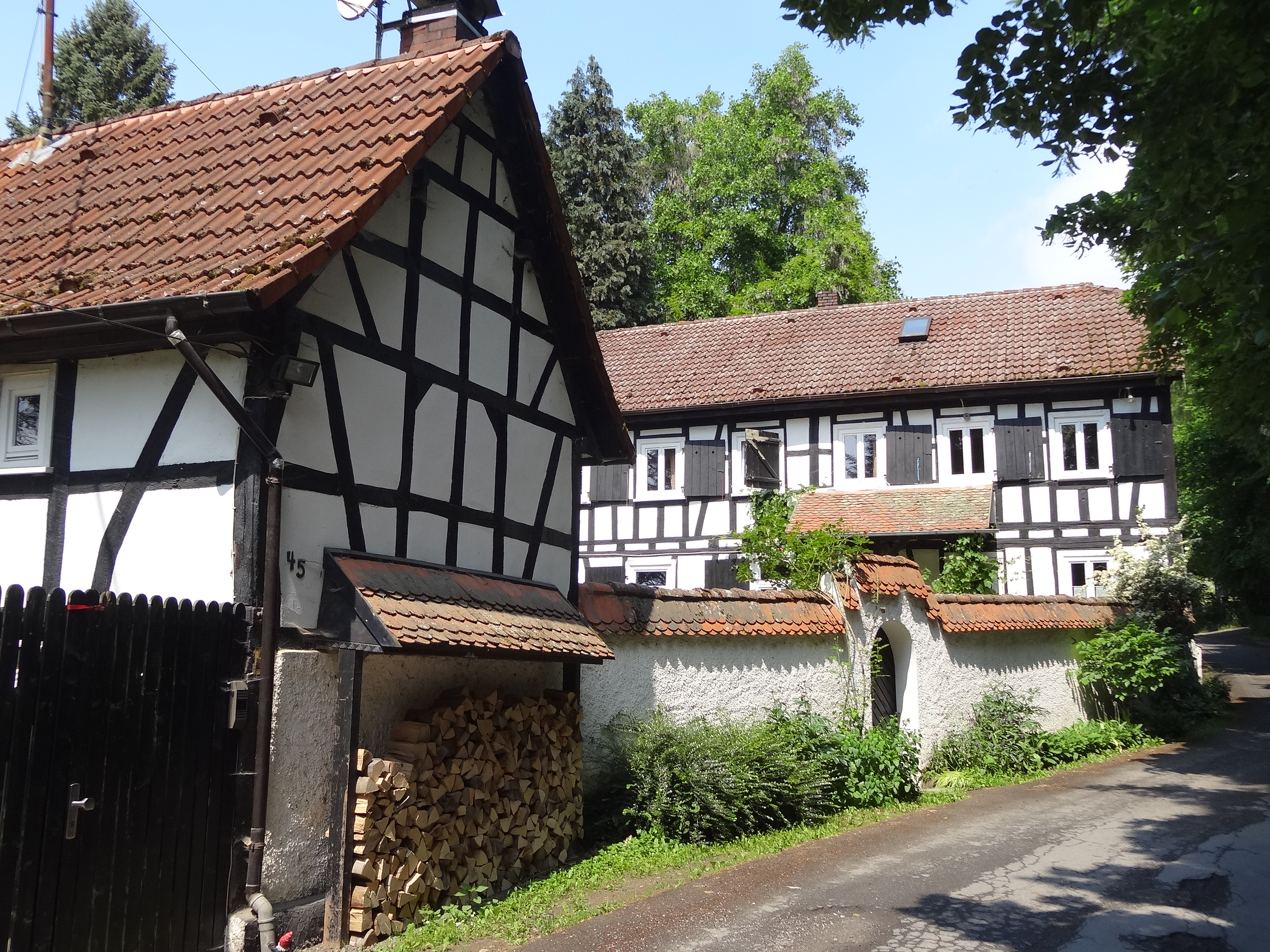
Blick von Osten: Die Lochmühle

Der Bach läuft dann an der nordwestlich des geschlossenen Dorfes Münster liegenden Lochmühle (Lochmühlenstraße 48) vorbei, deren Mahlbetrieb schon seit längerer Zeit eingestellt ist. Die noch vorhandenen Gebäude bilden einen dreiseitigen Hof, darunter ein als Wohngebäude dienender Fachwerkbau aus der Mitte des 19. Jahrhunderts. Östlich der Mühle stehen Ein- und Zweifamilienhäuser einer Wochenendsiedlung.
Er unterquert die Lochmühlenstraße, die ihn auf seinem weiteren Weg bis Münster begleiten wird, und zieht südwestwärts durch die Wiesen der Flur Im Löchel an der Hessenmühle vorbei. Die Hessenmühle wird heute als landwirtschaftlicher Hof genutzt. Der Bach kreuzt nun den Kuhhohlweg, fließt schnurgerade durch Grünland und erreicht knapp 300 Meter Bach abwärts die Ortslage von Münster. Dort stand früher etwa 300 Meter weiter östlich auf einem kleinen Berg das Schloss Philippseck. Es war ein frühneuzeitliches festungsartiges Schloss, das Landgraf Philipp III. von Hessen-Butzbach zwischen 1626 und 1628 nach eigenen Plänen erbauen ließ. Von der Anlage sind nur noch sehr geringe Reste erhalten.
Der Bach durchfließt das Dorf zunächst bis zur Isselbachgasse oberirdisch und verschwindet dann verrohrt in den Untergrund. In der Borngasse kommt er am östlichen Ortsrand wieder zu Tage und verlässt in einem befestigten Bachbett Münster gen Osten. Er unterquert den Friedhofsweg und wird zum ständigen Begleiter des am rechten Ufer in den 1990er-Jahren verlegten Hauptsammlers, der das Abwasser aus Münster zur gemeinsam mit dem anderen Butzbacher Stadtteil Fauerbach vor der Höhe betriebenen Teichkläranlage befördert. Auf dem Abwassersammler ist ein heute geteerter Weg angelegt, der als Radweg eine weniger fordernde Alternative zum Limes-Radweg über den Münsterer Hohlweg und Grabelicksweg bildet und auch von landwirtschaftlichen Fahrzeugen sowie zum Wandern und Spazieren gehen genutzt wird. Der Fauerbach ist nahezu auf dem gesamten Abschnitt bis Fauerbach und unter dem Ort bis zur Ober-Mörler Gemeindegrenze in ein mit Stein ausgekleidetes Bett gezwängt, dessen Schultern mit Kräutern, Stauden, Brombeeren, wilden Rosen bewachsen sind. Sein Ausbau auf Münsterer Gebiet erfolgte bereits um 1910 im Zuge eines Flurbereinigungsverfahrens. Dabei wurde die Sohle des Bachs mit senkrecht aufgestellten Platten aus Quarzitschiefer befestigt, die Ufer wurden durch das beidseitige Pflanzen von Erlen gesichert. Der Ausbau endete an der Gemeindegrenze, an einer steinernen Brücke, vor einem felsigen Hügel, dem „Wingertsberg“. Der nächste Ausbauschritt erfolgte im Rahmen einer Flurbereinigung auf Fauerbacher Gebiet 60 Jahre später. Hierbei wurden die Bachsohle und der untere Teil der Uferböschung mit häufig unregelmäßig geformten Basaltsteinen gepflastert.
Etwa 50 Meter unterhalb des Friedhofswegs mündet ein zeitweise Wasser führender Bach von rechts und Süden aus den Äckern südlich und oberhalb des Neubaugebiets Wolfsäcker. Wenige Dekameter darunter mündet ebenfalls von rechts der Auslass eines RÜs, etwa 350 Meter weiter von links und Norden ein Graben, der am Friedhof und Münsterer Hohlweg (in Fauerbach ist es der Grabelicksweg) die Abflüsse der Kreisstraße 15 von Hoch-Weisel aufnimmt. Unterhalb des Friedhofs sind Strukturen wie ein Graben und Röhricht erkennbar, die auf ehemalige Quellen nahe dem Friedhof oder südlich der Kirche hinweisen, welche durch Ausbaumaßnahmen, etwa Anlage von Schrebergärten, versiegten – oder ein Beleg dafür sind, dass der Fauerbach früher weiter nördlich floss, so wie in der Karte 14 des „Großherzogthume Hessen“ aus der ersten Hälfte des 19. Jahrhunderts dargestellt. Bei km 5,5 erreicht er die steilen Flanken des felsigen Wingertsbergs, den er südlich umfließen muss und so in die Gemarkung Unter der Mühl gelangt, der sich die Gemarkung Über den Erlen anschließt. In dieser entspringt, südlich und oberhalb der Landesstraße 3353 oder Münsterer Straße ein zeitweise Wasser führender Bach, der von rechts bei km 5,15 in den Fauerbach mündet. An ihm steht ein altes Wasserwerk von Fauerbach. Westlich vor dem Ort liegt am rechten Ufer der Sportplatz. Hier nimmt der Abstand des Bachs zum Radweg auf 20 Meter zu, steht im Bach bei km 4,62 ein kleines Wehr, das für Fische ein unüberwindliches Wanderhindernis darstellt. An einem querenden Feldweg am Ortsrand wird der Fauerbach auf 40 Meter in einem unterirdischen Tunnel nach Südosten geleitet. An dessen Ende münden Gräben aus der Straßenentwässerung sowie der Entwässerung der Feldflur südlich der Alten Allee oder Landesstraße 3353. Nach 15 Metern im Freien, in einem mit Basaltsteinen befestigten Gerinne von trapezförmigem Regelquerschnitt, verschwindet der Fauerbach erneut unter der Erde. Vor den Einlass kann bei Hochwasserereignissen ein Sieb geklappt werden, um mitgeführtes sperriges Schwemmgut am denkbaren Verstopfen des überdeckelten Bachlaufs zu hindern. (Das Geoportal des Landes Hessen, siehe #Karten, zeigt noch immer das Grundstück, auf dem früher der Bach die Bottengasse und die Ortsdurchfahrt im Zuge der Straße Am Fauerbach offen begleitete, Mapcode VJ70L.PJZ0.)
Am Ortsende in Münster steht in der Borngasse das alte Feuerwehrhaus. Damit korrespondiert das Feuerwehrhaus am Fauerbacher Ortseingang, an der Straße Am Mühlgraben, direkt nordöstlich am ersten Deckel des Fauerbachs.
In der Vordergasse kommt der Fauerbach wieder ans Tageslicht und verlässt in einem Kanal zwischen Hausfassaden den Ort ostwärts, wo sich noch am linken Ufer alte Gärten und am rechten Ufer Einfamilienhäuser befinden. Die Gärten in der Gemarkung „Am Pfuhlgraben“ setzen sich als moderne Schrebergärten am linken Ufer bis zum Friedberger Weg fort, an dessen Alter Brücke sie auf das rechte Ufer wechseln. Davor führen über den Fauerbach mehrere Stege, die den Zugang zu den Gärten vom unbefestigten Weg am rechten Ufer ermöglichen, unter dem der Hauptsammler der Münsterer und Fauerbacher Abwässer verläuft. (An der Brücke steht das Naturdenkmal Nr. 440.118, „2 Linden an der Brücke“.) Etwa 150 Meter darunter mündet von rechts der Auslass des Fauerbacher RÜs. Damit einher geht eine umfassende Änderung der Landschaft, der Fauerbach gelangt nun in eine weite, flache und intensiv bewirtschaftete Ackerlandschaft. An dem etwa 2 Meter tiefen Kanal mit trapezförmigem Querschnitt findet sich nur noch selten Baumbewuchs.
Einer der seltenen Bäume, eine Weide, steht bei km 3,78, wo in einer Rechtskurve von links der Riedgraben mündet. Etwa 400 Meter weiter östlich münden der Auslass der Teichkläranlage zur Reinigung der Abwässer von Münster und Fauerbach und der Steinlachsgraben. Auf den folgenden 2 km im „Frankengrund“, an dessen nördlichem Rand, an der Gemarkungsgrenze zu Ostheim, einst die Teichmühle mit eigenem Mühlteich stand, geht es eintönig zu. Zwischen den schnurgeraden Abschnitten liegen einige Kurvenstücke, die die Laufrichtung abschnittsweise von Osten nach Süden ausrichten, an manchen Gehölzen stehen Hochsitze, gelegentlich überquert ein Feldweg auf einer einfachen Balkenbrücke aus Stahlbeton mit niedriger Brüstung den Bach. Etwa ab km 2,5 verläuft im Abstand von 50–100 Metern die Grenze des Wetterauer NSG Magertriften von Ober-Mörlen und Ostheim. Bei km 1,7 wird der Fauerbach in das NSG integriert und bildet nun dessen südliche Westgrenze, bei km 1,56 ist es damit schon wieder vorbei. In diesem bewaldeten Teil des NSG zwischen dem Hügel des Galgenbergs und dem kanalisierten Lauf ist als Ausgleich für einen Eingriff andernorts der Lauf des Bachs renaturiert worden, derart, dass er nun mitten im Wald zwischen zwei weit auseinander stehenden Dämmen oder Bermen mäandrieren kann. Der alte Lauf verlief direkt am Waldrand und existiert weiterhin, als abgeschnittene trockene Rinne zwischen zwei aufgeschütteten Dämmen. An der Grenze zu Ober-Mörlen, km 1,3, wird der renaturierte Abschnitt schon wieder an sein altes Bett angeschlossen, das nun teilweise im Freien liegt, teilweise von Erlen und anderen Bäumen bestanden ist. Das Bachbett ist nicht befestigt, der Lauf ist erratisch. An beiden Ufern liegen Angelteiche, die den Fauerbach mehrfach anzapfen. Im NSG liegt ein etwa 0,3 ha großer Teich, der im Süden von einem Damm begrenzt wird und über eine alte steinerne Brücke leicht erreichbar ist. Südlich des Hügels, etwa bei km 0,6–0,8, befinden sich am linken Ufer weitere, kleinere, Teiche. Zwischen der Brücke über den Fauerbach hier und der Grenze zu Butzbach sind von Bibern angenagte und umgelegte Bäume sowie von ihnen angelegte Dämme und weitere Spuren ihres Tuns im Schutz der Dunkelheit zu beobachten. Um die Südspitze des Hügels, dem „Wingert“ des „Galgenbergs“, biegt der Fauerbach nach links und Ost-Nordosten um. Am rechten Ufer sind im Bereich zur Hüftersheimer Mühle verschiedene Sportanlagen gebaut worden, am linken Ufer befindet sich eine Streuobstwiese, in der Speierlinge und eine Elsbeere stehen. An der Weinstraße biegt der Fauerbach rechts nach Südosten um. Die letzten 200 Meter Bett an der Südwestseite der Weinstraße bis zur Mündung in die Usa sind unbefestigt, doch machen sie den Eindruck einer künstlichen Anlage.
Der Fauerbach mündet in Ober-Mörlen bei km 12,3 auf einer Höhe von ungefähr 170 m ü. NHN in die Usa. Sein etwa 9,8 km langer Lauf endet circa 227 Höhenmeter unterhalb seiner Quelle, er hat somit ein mittleres Sohlgefälle von ungefähr 23 ‰.

### Zuflüsse
- Issel (links), 2,6 km
- Riedgraben (links), 1,6 km
- Steinlachsgraben (rechts), 1,2 km

### Flusssystem Usa
- Fließgewässer im Flusssystem Usa

### Orte
Der Fauerbach fließt durch folgende Ortschaften:
- Münster
- Fauerbach vor der Höhe
- Ober-Mörlen

## Galerie

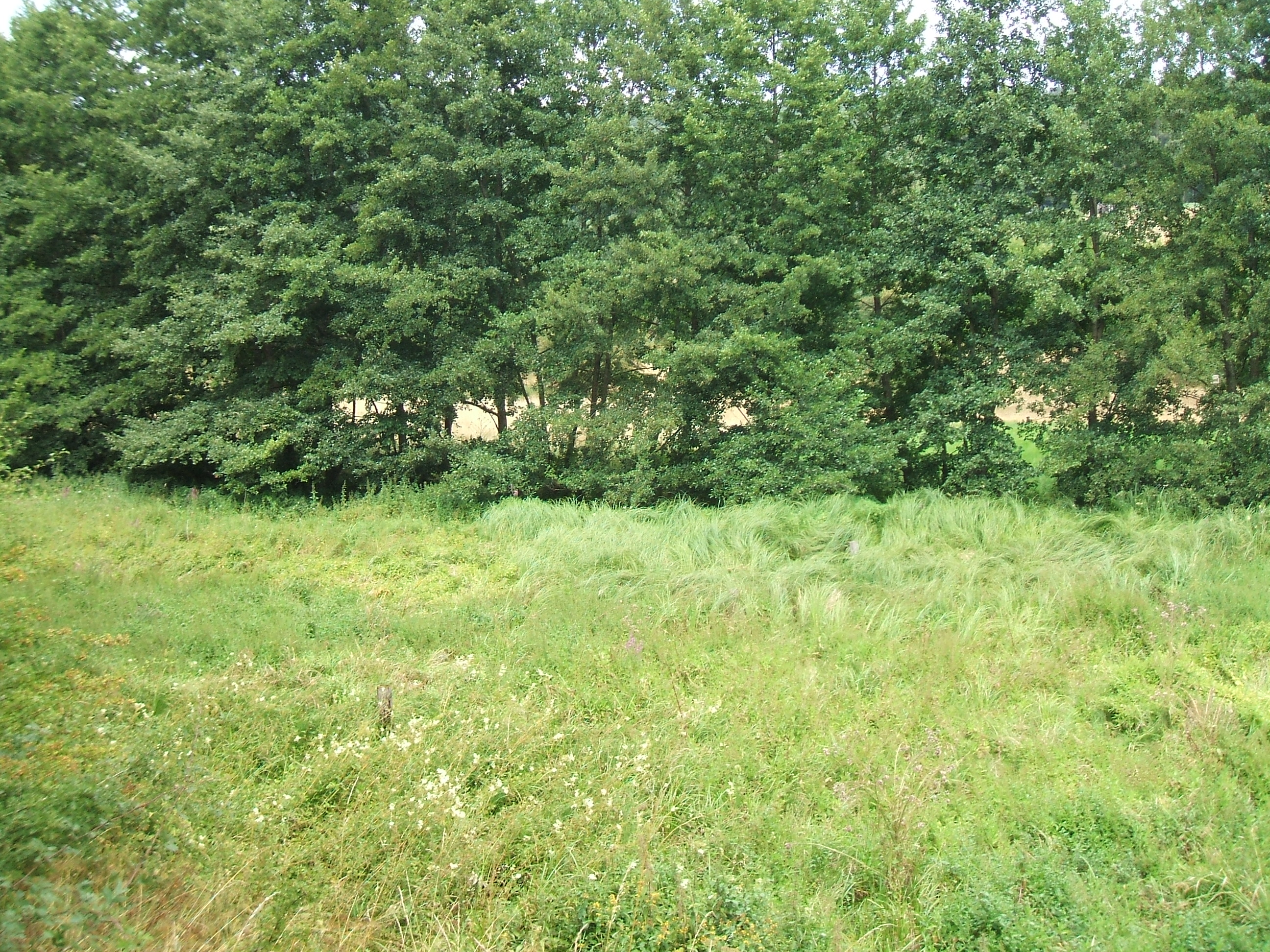
Der Fauerbach unterhalb Issel-Einmündung
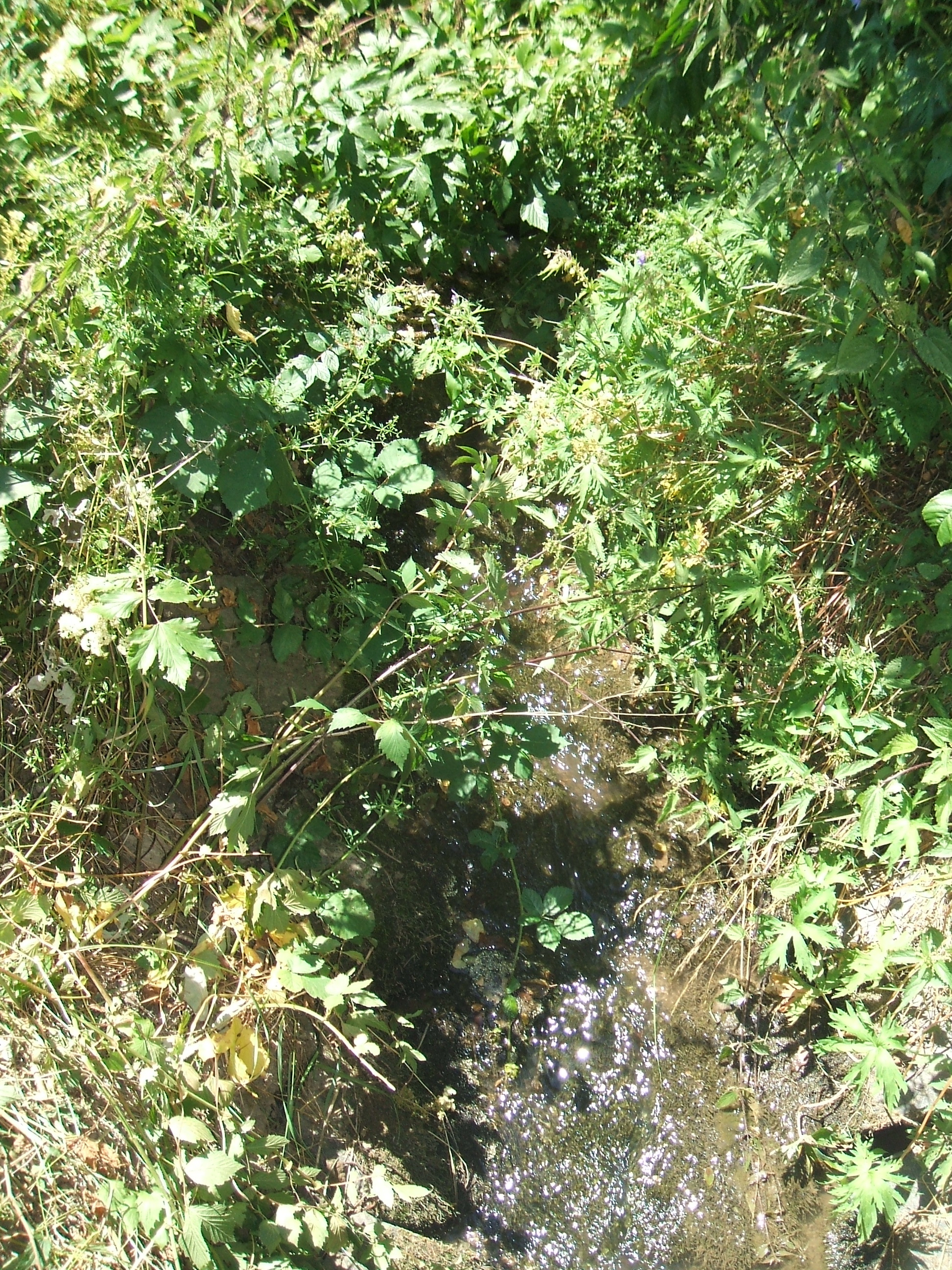
Typische Kräuterflur am Fauerbach
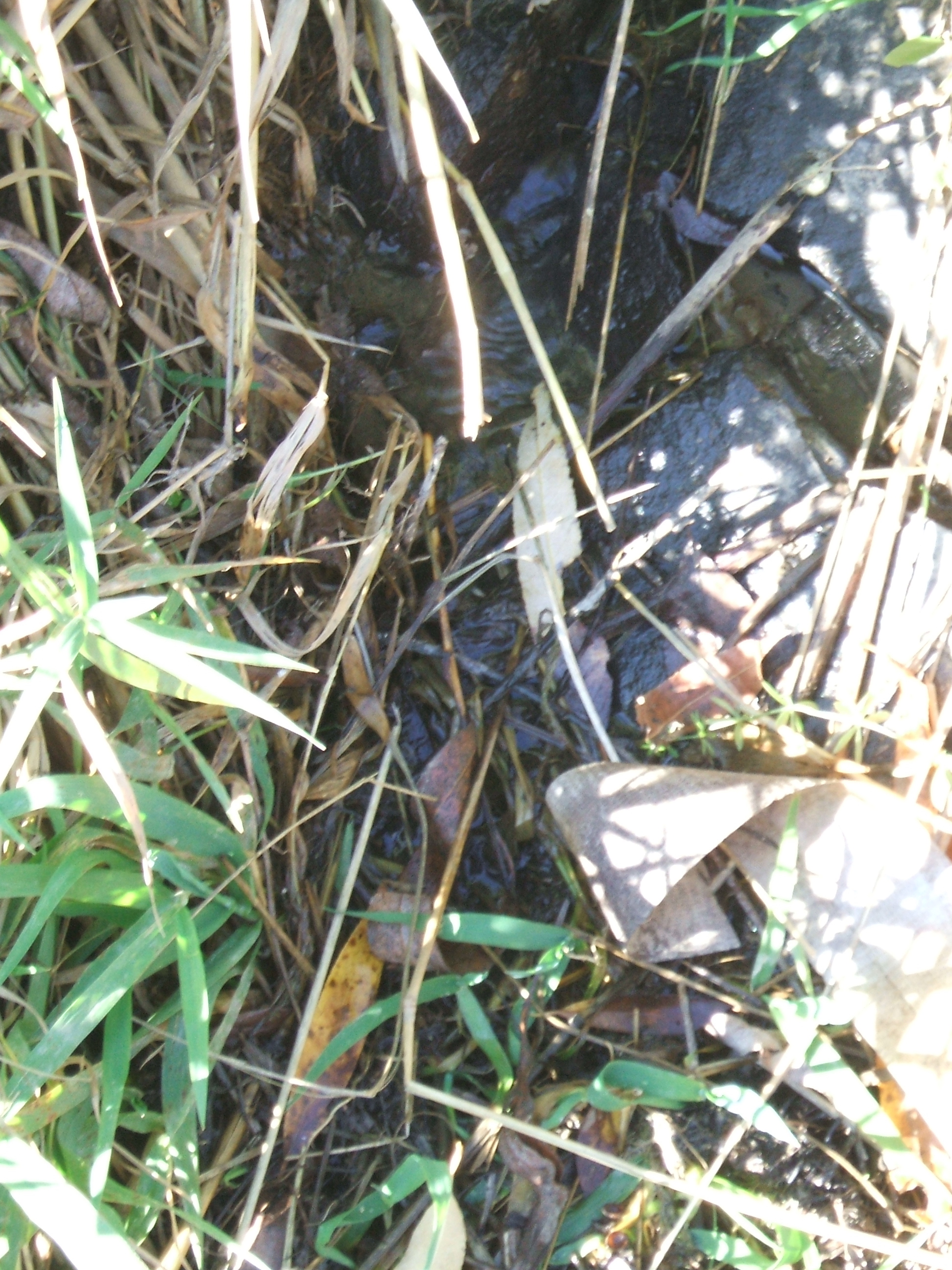
Der Riedgraben mündet in den Fauerbach

### Karten
- Verlauf des Fauerbachs auf dem Karten und Daten des Bundesamtes für Naturschutz (Hinweise)
- Verlauf des Fauerbachs auf den Meßtischblättern bei susudata.de
- Verlauf des Fauerbachs auf dem Geoportal des Regionalverbandes FrankfurtRheinMain
- Verlauf des Fauerbachs auf dem Code: Karten und Daten des Bundesamtes für Naturschutz (Hinweise)
- Großherzogtum Hessen 1823–1850 – 14. Fauerbach. Historische Kartenwerke.  In: Landesgeschichtliches Informationssystem Hessen (LAGIS).
- Friedberg, Usingen 1874/1882, Karte des Deutschen Reiches. 485. Friedberg i. Hess. Herausgegeben von der topogr. Abtheilung des Königl. Preuss. Generalstabs 1874. Einzelne Nachträge 1882, by ykom_friedb1882js
- Umgebung von Friedberg 1911, Karte des Deutschen Reiches. 485. Friedberg i. Hess. / Aufgenommen von der Topogr. Abteilung der Kgl. Preuß. Landesaufnahme 1905. / Bearbeitet n. d. Höhenschichtenkarte des Großh. Hessen ..., erkundet 1905 / Herausgegeben von der Kartogr. Abteilung der Kgl. Preuß. Landesaufnahme 1911, by ykom_frum1911slub
- Biotope und Schutzgebiete auf dem Natureg Viewer beim HLNUG
- Geoportal des Landes Hessen zum Einstieg

### Sonstige
- Der Fauerbach, 100 Wilde Bäche, Hessischen Ministerium für Landwirtschaft und Umwelt, Weinbau, Forsten, Jagd und Heimat
- Hessisches Landesamt für Umwelt und Geologie: Retentionskataster für das Flussgebiet Fauerbach (PDF-Datei; 12 kB)
- Maßnahmenplan für das FFH-Gebiet 5618-302 „Magertriften von Ober-Mörlen und Ostheim“, Regierungspräsidium Darmstadt Obere Naturschutzbehörde, 5. November 2010
- Standard Datenbogen für Magertriften von Ober-Mörlen und Ostheim
- NSG-Verordnung 1440023